# Dolmen (mini-série)
Pour les articles homonymes, voir Dolmen (homonymie).
Dolmen est un feuilleton télévisé français en six épisodes de 90 minutes, écrit par Nicole Jamet et Marie-Anne Le Pezennec et diffusé entre le 13 juin et le 13 juillet 2005 sur RTL-TVI en Belgique et sur TSR en Suisse ; en France entre le 13 juin et le 18 juillet 2005 sur TF1, et au Québec à partir du 27 octobre 2006 sur Mystère.
La série fut rediffusée durant l'été 2024 dès le 20 juillet sur la chaîne 6ter et elle est disponible sur la plateforme TF1+.

## Synopsis
L'histoire se déroule à Ty Kern, une île fictive de Bretagne. Marie Kermeur (Ingrid Chauvin), une jeune policière, revient sur son île natale afin d'épouser celui qu'elle aime depuis son enfance, Christian Bréhat (Xavier Deluc). Sur Ty Kern, quatre familles sont liées par des rivalités et des secrets anciens : les Kersaint, les Le Bihan, les Pérec et les Kermeur.
La veille des noces de Marie et de Christian, d'étranges évènements se produisent, à commencer par un cadavre de mouette retrouvé ensanglanté dans le voile de mariée de Marie. Depuis son retour sur l'île, la jeune femme est assaillie durant ses nuits par un cauchemar sanglant qu'elle n'avait pas fait depuis son enfance et qui refait étrangement surface. Son frère Gildas est retrouvé mort au bas d'une falaise, et le sang de ce dernier se met à couler d'un des menhirs.
Le corps de Gildas porte sur lui un message en breton, qui mentionnerait Marie et qui la placerait au cœur du mystère ("Pour Marie, le Très-Haut jugera et du cœur de pierre le sang coulera"). Aidée par un inspecteur du continent, Lucas Fersen (Bruno Madinier), Marie décide de tirer au clair ce phénomène tandis qu'une série de meurtres commence et que le dolmen continue de saigner du sang des victimes. Le « rituel » attaché aux meurtres rappelle une légende du XVIIIe siècle, la « légende des Naufrageurs », étroitement liée à l'histoire de l'île.
Progressivement et malgré l'hostilité des siens et la disparition de son futur époux en mer, Marie va mettre à jour de sombres histoires qui étaient jusque-là étouffées par tous. En parallèle, la jeune femme va tomber amoureuse de Lucas et lors du retour de son fiancé, elle va se retrouver confrontée à un dilemme amoureux.

## Distribution
- Ingrid Chauvin : Marie Kermeur
- Bruno Madinier : commandant Lucas Fersen
- Yves Rénier : Patrick Ryan
- Xavier Deluc : Christian Bréhat
- Martine Sarcey : Jeanne Kermeur
- Jean-Louis Foulquier : Milic Kermeur
- Manuel Gélin : Loïc Kermeur
- Tom Hygreck : Nicolas Kermeur
- Georges Wilson : Arthus de Kersaint
- Hippolyte Girardot : Pierre-Marie de Kersaint
- Micky Sébastian : Gwenaëlle Le Bihan
- Nicole Croisille : Yvonne Le Bihan
- Richaud Valls : Maréchal des logis chef Stéphane Morineau
- Luc Thuillier : Gildas Kermeur
- Marc Rioufol : Yves Pérec
- Catherine Wilkening : Chantal Pérec
- Chick Ortega : Pierric Le Bihan
- Laure Killing : Armelle de Kersaint
- Émilie de Preissac : Juliette de Kersaint
- Thomas de Sambi : Ronan Le Bihan
- Brigitte Froment : Anne Bréhat
- Lizzie Brocheré : Aude Pérec
- Didier Bienaimé : Philippe
- Sophie Durin : Annick
- Dominique Sellin : le jardinier et chauffeur d'Arthus

## Fiche technique
- Réalisation : Didier Albert
- Scénario : Marie-Anne Le Pezennec et Nicole Jamet
- Décors : Laurence Brenguier
- Casting : Sylvie Brochère
- Production : TF1 et Marathon Productions, avec le soutien de la Région Bretagne
- Producteurs : Olivier Brémond, Aline Besson et Pascal Breton
- Composition : Frédéric Porte
- Directeur de Post Production : Laurent Lefebvre

## Suites
La suite de la série, Les Oubliés de Killmore (sortie en livre), reprend l'histoire là où s'est arrêté Dolmen : Lucas et Marie vont se marier en Irlande, le pays natal de la mère de Marie. Mais autour d'eux, des évènements étranges se produisent : Marie suit la tradition du pays et porte une robe de mariage lors de la cérémonie, quand, au même moment, une fille est retrouvée morte portant la robe rouge…

## Audiences

### Audiences sur TF1 (France)
Le premier épisode a été vu par 12 108 800 téléspectateurs (48,8 % de parts de marché).
Le deuxième épisode a été vu par 11 393 280 téléspectateurs (48,7 % des parts de marché).
Le troisième épisode a été vu par 11 613 440 téléspectateurs (50,5 % des parts de marché).
Le quatrième épisode a été vu par 12 108 800 téléspectateurs (identique au premier épisode) (49,1 % de parts de marché).
Le cinquième épisode a été vu par 11 888 640 téléspectateurs (51,1 % des parts de marché).
Le sixième et dernier épisode a été vu par 12 879 360 téléspectateurs (53,1 % des parts de marché), récoltant la deuxième meilleure audience de l'année 2005 toutes chaînes confondues.

### Chaines internationales
| Pays               | Chaînes   | Diffusion                |
| ------------------ | --------- | ------------------------ |
| France             | TF1       | Juin 2005–juillet 2005   |
| France             | 6ter      | Juillet 2024-Août 2024   |
| Pays basque        | ETB2      | Octobre-Novembre 2006    |
| Belgique           | RTL-TVI   | Juin 2005–juillet 2005   |
| Slovaquie          | Markíza   | 2005                     |
| Allemagne          | RTL II    | Novembre 2006            |
| Hongrie            | RTL Klub  | été 2006                 |
| Italie             | Rete 4    | Aout 2006–septembre 2006 |
| Portugal           | RTP1      | Aout 2006                |
| Pologne            | TVP 1     | Juin 2005–juillet 2005   |
| Russie             | TV3       | Février 2006             |
| Finlande           | MTV3      | Mai 2007                 |
| Slovénie           | POP TV    | July 2007 - Aout 2007    |
| République tchèque | TV Nova   | Janvier 2008             |
| Belgique           | Één (VRT) | Février 2012             |
| Belgique           | Star TV   | Juillet 2013 - août 2013 |

## Tournage
Le tournage du feuilleton, en grande partie à Belle-Ile-en-Mer, au Conquet et dans la baie de Douarnenez, s'est déroulé entre le 28 juin et le 1er décembre 2004.
- Les quais de Sauzon et certains commerces du port, à Belle-Île-en-Mer, ont servi de décor au tournage du film.
- Phare du Conquet, au bout de la presqu'île de Kermorvan.
- Les menhirs ont été placés sur la presqu'île de Kermorvan.
- Abbaye de Plougonvelin, à la pointe de Saint-Mathieu.
- Faïencerie HB-Henriot de Quimper sert de décors à la faïencerie Le Bihan.
- Hôtel de la Plage à Saint-Anne La Palud pour l'hôtel l'Iroise.
- Château de Kerouartz à Lannilis pour le château de Kersaint.
- Récupérés par l’entreprise Kanabeach après le tournage, les menhirs et le dolmen, qui sont des décors de cinéma, ont été offerts en 2018 à la ville de Locmaria-Plouzané et sont exposés à l'entrée du parc Ti Izella[5].

## Controverse
Le nom de Kersaint est porté par deux familles bretonnes d'ancienne extraction, les Kersaint-Gilly, de La Ville Cové, et la famille de Coëtnempren de Kersaint, élevée au rang comtal sous la Restauration. Le comte Guy-Pierre de Kersaint, membre de cette seconde famille, maire de la commune de Versigny dans l'Oise, porta plainte contre la production estimant que l'on « utilisa et discrédita » le nom de sa famille. Les tribunaux de Nanterre et de Versailles le déboutèrent, affirmant qu'il n'existe aucun risque de confusion : le nom de Kersaint est, d'une part, répandu en Bretagne, et d'autre part, il n'existe aucun risque de confusion entre lui et le personnage « représenté comme un fils de famille cupide, manquant d'envergure et dominé par le caractère écrasant de son père, lequel marche en s'aidant d'une canne comme beaucoup de personnes d'un âge certain, vit sur une île au large de la Bretagne, n'a pas d'activité professionnelle, est mêlé à une histoire comportant meurtres, disparitions, aspects fantastiques tels que des dolmens qui saignent ».
Toutefois, la Première Chambre civile de la Cour de cassation, dans un arrêt du 8 octobre 2009, fit droit à sa demande, estimant que, si le risque de confusion était minime, l'utilisation du nom Kersaint portait atteinte audit patronyme.

## Accueil critique
Quatorze ans après sa première diffusion, à l'occasion de sa rediffusion sur TV Breizh, le magazine belge Moustique publie une critique au vitriol. Pour le journaliste, « le phénomène de l'été 2005 est la preuve que le ridicule ne tue pas. Au contraire, il cartonne ». Pour lui, la saga de l'été reprend rigoureusement tous les ingrédients classiques de ce type de série dans un « scénario portnawak écrit autour d'un gros joint par des scénaristes soucieux de repousser les limites du grotesque ». L'article décrit cependant la série comme « la mère de toutes les sagas de l'été » vu l'audience de 12 millions de téléspectateurs en moyenne.